# Heusy
Heusy is een plaats en deelgemeente van de Belgische gemeente Verviers in de provincie Luik.
Heusy werd bij wet van 31 december 1837 afgesplitst van Stembert en was een zelfstandige gemeente tot de gemeentefusie tot 1 januari 1977.

## Demografische ontwikkeling
- Bronnen:NIS, Opm:1831 tot en met 1970=volkstellingen, 1976= inwoneraantal op 31 december

## Natuur en landschap
Heusy ligt in de Ardennen, op een hoogte van ongeveer 230 meter boven de stad Verviers, waar het aan vastgebouwd is. Er zijn onder meer villa's van de rijkere inwoners van Verviers te vinden, ruime boulevards en parken. De parken zijn restanten van landgoederen waarvan grote delen verkaveld zijn.

## Nabijgelegen kernen
Ensival, Oneux, Verviers, Stembert, Jehanster, Fays

## Bezienswaardigheden
- Onze-Lieve-Vrouw-Onbevlekt-Ontvangenkerk
- Sint-Hubertuskerk
- Parc de la Tourelle
- Parc de Séroule

## Geboren
- Guillaume Lekeu (1870–1894), componist
- Violetta Villas (1938–2011), zangeres

Deelgemeenten: Ensival · Heusy · Lambermont · Petit-Rechain · Stembert

Overige plaatsen: Au-Bois · Beau-Vallon · Francomont · Halleur · Hodimont · Mangombroux · Tribomont (deels)

Belgische gemeenten · arrondissement Verviers · provincie Luik · Wallonië